# Ĥ
Ĥ، ĥ یک همخوان در الفبای اسپرانتو است. این حرف صدای [x] (خ) یا [χ] می‌دهد و ĥo (با تلفظ /xo/) نام‌دارد. خو یازدهمین حرف از الفبای اسپرانتو است و بر ساخته از یک H با هشتکی بر فراز آن. در زمانی که فونت مورد نظر برای نگارش آن در دسترس نباشد، از ترکیب HX یا HH برای نمایش آن بهره‌می‌برند. 

## منبع
Wikipedia contributors, "Ĥ," Wikipedia, The Free Encyclopedia, http://en.wikipedia.org/w/index.php?title=%C4%A4&oldid=613054047 (accessed July 13, 2014). 